# Oussoy-en-Gâtinais
Oussoy-en-Gâtinais is een gemeente in het Franse departement Loiret (regio Centre-Val de Loire) en telt 378 inwoners (2005). De plaats maakt deel uit van het arrondissement Montargis.

## Geografie
De oppervlakte van Oussoy-en-Gâtinais bedraagt 23,8 km², de bevolkingsdichtheid is 15,9 inwoners per km².
De onderstaande kaart toont de ligging van Oussoy-en-Gâtinais met de belangrijkste infrastructuur en aangrenzende gemeenten.

## Demografie
Onderstaande figuur toont het verloop van het inwonertal (bron: INSEE-tellingen).